# Ensemble Modern

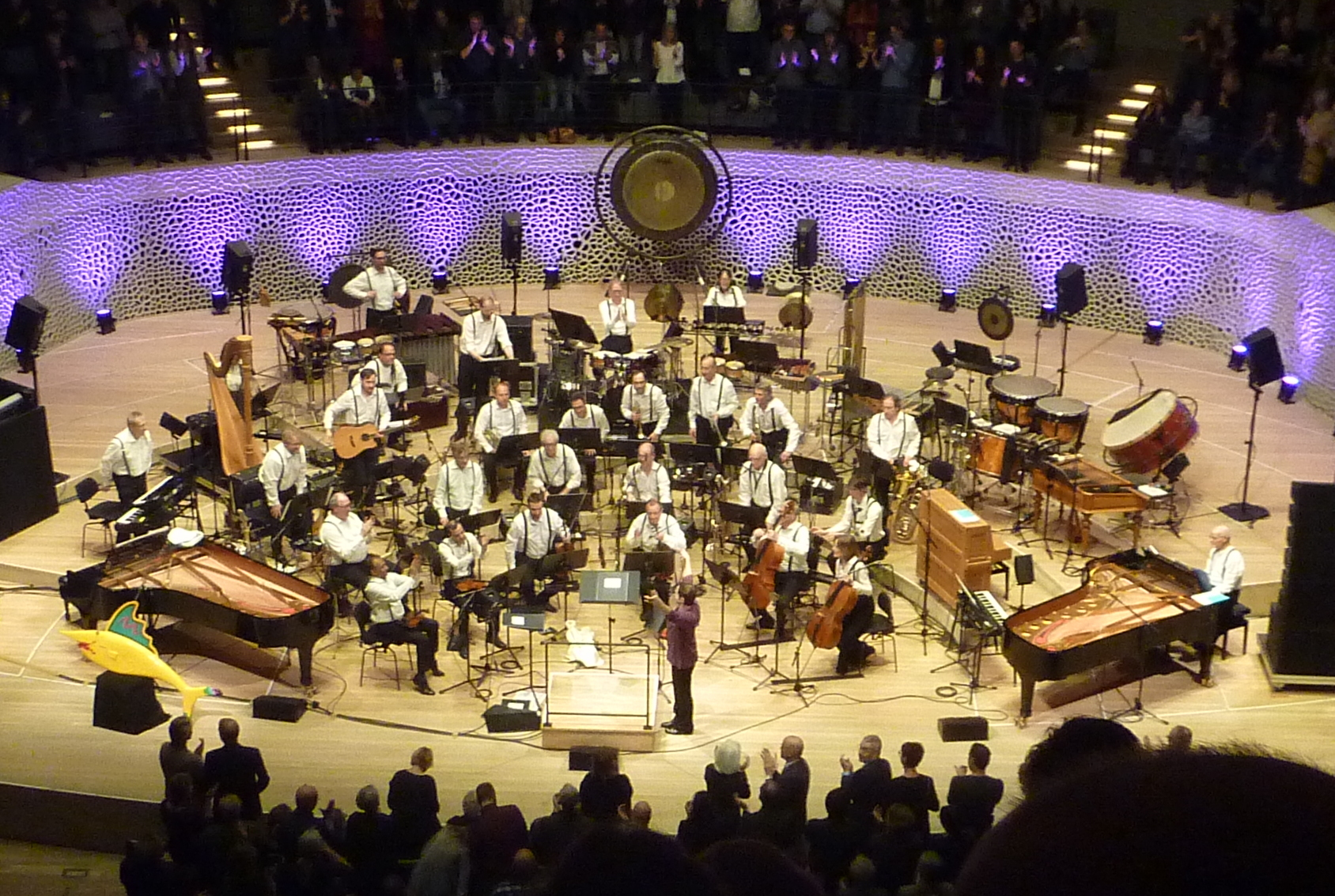
L'Ensemble Modern à Hambourg en 2020.

Ensemble Modern est un ensemble de musique de chambre allemand dont le répertoire est consacré à la musique moderne et à la musique contemporaine. Fondé en 1980 à Francfort, il comporte une vingtaine de membres.

## Historique
En 2003, le groupe est distingué d'un Echo. 
L'Ensemble Modern participe à la création de l'opéra Passion de Pascal Dusapin en 2008 lors du Festival international d'art lyrique d'Aix-en-Provence, puis est présent pour plusieurs productions de celui-ci, notamment en 2010 au Théâtre des Champs-Élysées. 

## Répertoire
Le répertoire de l'Ensemble Modern est consacré aux œuvres de Charles Ives, Olivier Messiaen, Kurt Weill, Edgard Varèse, Karlheinz Stockhausen, Conlon Nancarrow, Steve Reich, George Benjamin, Roberto Carnevale, Frank Zappa, Anthony Braxton, Helmut Lachenmann, Wolfgang Rihm, Heiner Goebbels, etc.

## Discographie sélective
- Frank Zappa, The Yellow Shark (1993)
- Frank Zappa, Everything Is Healing Nicely (1999)
- Steve Reich, Music for 18 Musicians, RCA Records (1999).
- Frank Zappa, Ensemble Modern Plays Frank Zappa: Greggery Peccary & Other Persuasions (2003)
- Alva Noto + Ryuichi Sakamoto : utp_ (2008)